# Slag bij Hastings
De Slag bij Hastings werd op 14 oktober 1066 uitgevochten tussen een Normandisch-Frans leger onder leiding van hertog Willem I van Normandië en een leger onder leiding van de Angelsaksische koning Harold II. De slag is vernoemd naar de Engelse plaats Hastings, maar vond in werkelijkheid ongeveer tien kilometer ten noordwesten van Hastings plaats, waar nu de naar de slag genoemde plaats Battle ligt. De uitkomst van de Slag bij Hastings was een beslissende Normandische overwinning, de eerste en belangrijkste stap in de Normandische verovering van Engeland. De 19e-eeuwse Britse historicus Edward Creasy rekende de Slag bij Hastings onder de vijftien meest beslissende veldslagen in de wereld.
De achtergrond van de slag was in januari 1066 de dood van de kinderloze koning Eduard de Belijder. Hierop volgde een opvolgingsstrijd tussen een flink aantal verschillende vorsten, die de Engelse kroon ieder voor zich opeisten. Harold Godwinson werd kort na de dood van Edward tot koning gekroond, maar moest al snel daarna het hoofd bieden aan invasies door zijn eigen broer Tostig en de Noorse koning Harald Hardrada (Harald III van Noorwegen) en hertog Willem II van Normandië. Hardrada en Tostig versloegen in de Slag bij Fulford op 20 september 1066 een haastig verzameld Engels leger. Op hun beurt werden zij vijf dagen later in de Slag bij Stamford Bridge door Harold verslagen. Door de dood van zowel Tostig als Hardrada in de Slag bij Stamford Bridge bleef Willem als enige serieuze tegenstander van Harold over. Terwijl Harold en zijn troepen na de Slag bij Stamford Bridge op krachten kwamen, landde Willem met zijn invasietroepen op 28 september 1066 bij Pevensey in het zuiden van Engeland. Willem sloeg een bruggenhoofd voor zijn verovering van het koninkrijk. Harold werd hierdoor gedwongen snel naar het zuiden te marcheren; onderweg verzamelde hij aanvullende troepen.
De exacte aantallen van de deelnemers aan de slag zijn onbekend; schattingen bedragen ongeveer 10.000 voor Willem en ongeveer 7.000 voor Harold. De samenstelling van de legers is duidelijker; het Engelse leger bestond bijna in zijn geheel uit infanterie; men beschikte maar over een klein aantal boogschutters; de invasiemacht bestond voor ongeveer de helft uit infanterie, de rest was gelijkelijk verdeeld tussen cavalerie en boogschutters. Harold lijkt te hebben geprobeerd om Willem te verrassen, maar verkenners van het Normandische leger wisten zijn leger te lokaliseren en meldden dit direct aan Willem. Deze marcheerde nu vanuit Hastings naar het noordwesten. Hij ontmoette het leger van Harold bij het latere Battle. De strijd duurde van ongeveer negen uur 's ochtends tot zonsondergang (eind september: zo rond 18:00). Vroege pogingen van de invasiemacht om de Engelse linies te doorbreken hadden weinig effect; daarop maakten de Normandiërs gebruik van de tactiek om zogenaamd in paniek te vluchten, om zich daarna om te draaien en zich op achtervolgers te storten. De dood van Harold vond waarschijnlijk aan het einde van de dag plaats; deze gebeurtenis leidde tot een terugtrekking en nederlaag van het grootste deel van zijn leger. Na Engeland verder binnengetrokken te zijn en nog enkele kleinere schermutselingen te hebben uitgevochten werd Willem op eerste kerstdag 1066 tot koning van Engeland gekroond.
Hoewel er ook later nog opstanden en verzet tegen de heerschappij van Willem voorkwamen, was de Slag bij Hastings beslissend in de Normandische verovering van Engeland. Cijfers over het aantal slachtoffers dat bij de slag viel zijn moeilijk te verkrijgen; sommige historici schatten echter dat zo'n 2.000 Normandiërs omkwamen en ongeveer twee keer zoveel Engelsen. Willem stichtte op de plaats van de slag een abdij. Het hoogaltaar van de abdijkerk van de abdij van Battle zou geplaatst zijn op de plek waar Harold zou zijn gedood.

## Aanleiding
In 911 stond de Karolingische heerser Karel de Eenvoudige een groep Vikingen onder hun leider Rollo toe om zich in Neustrië in de Vexin, de monding van de Seine, te vestigen. Deze kolonie bleek succesvol.. Men paste zich snel aan de inheemse cultuur aan, deed afstand van het heidendom en bekeerde zich tot het christendom, ook waren er veel gemengde huwelijken met de lokale bevolking. Het resultaat was al na enige decennia het hertogdom Normandië. Na verloop van tijd breidden de grenzen van dit hertogdom zich uit naar het westen richting Bretagne. In 1002 trad koning Æthelred II van Engeland in het huwelijk met Emma, de zus van Richard II van Normandië. Hun zoon Eduard de Belijder, die vele jaren in ballingschap in Normandië doorbracht, verkreeg in 1042 de Engelse troon. Dit leidde tot het ontstaan van een krachtige Normandische factie in de Engelse politiek, aangezien Edward zwaar op zijn vroegere gastheren leunde voor ondersteuning. Hij stelde Normandische hovelingen, soldaten en geestelijken aan op machtsposities, met name in de kerk. Kinderloos en in conflict verwikkeld met de formidabele Godwin van Wessex en zijn zonen, kan Edward mogelijk ook hertog Willem van Normandië aangemoedigd hebben in zijn ambities voor de Engelse troon.
Voordat hij stierf beloofde koning Eduard de Belijder de Engelse troon aan Willem de Veroveraar, hertog van Normandië. Maar nadat hij gestorven was greep Harold de macht. Dat accepteerde Willem niet en hij verklaarde Harold de oorlog.

### Opvolgingscrisis in Engeland
Na de dood van koning Eduard op 5 januari 1066, had het ontbreken van een duidelijke erfgenaam tot gevolg dat verschillende kandidaten aanspraak maakten op de betwiste troon van Engeland. Edwards directe opvolger was de graaf van Wessex, Harold Godwinson, de rijkste en machtigste van de Engelse aristocraten en de zoon van Godwin, Edwards eerdere tegenstander. Harold werd door de Witenagemot van Engeland tot koning gekozen. Hij werd gekroond door de aartsbisschop van York, Ealdred, hoewel de Normandische propaganda beweerde dat de ceremonie werd geleid door Stigand, de onkanoniek verkozen aartsbisschop van Canterbury.
Harold werd meteen uitgedaagd door twee krachtige naburige heersers. Hertog Willem van Normandië beweerde dat hem de troon was beloofd door koning Edward en dat dat Harold zijn instemming had bezworen. Harald III van Noorwegen, algemeen bekend als Harald Hardråda, betwistte de opvolging ook. Zijn aanspraak op de troon was gebaseerd op een overeenkomst tussen zijn voorganger Magnus I van Noorwegen, en de vroegere koning van Engeland Harthacanute, waarbij was afgesproken dat als een van beide zonder erfgenaam stierf de andere zowel Engeland en Noorwegen zou erven. Willem en Harald begonnen onmiddellijk met het bijeenbrengen van troepen en schepen voor afzonderlijke invasies.

### De invasies van Tostig en Hardrada
In het begin van 1066 voerde Harolds verbannen broer Tostig Godwinson raids uit in Zuidoost-Engeland. Hij maakte daarbij gebruik van een vloot die hij in Vlaanderen had gerekruteerd; later kreeg hij gezelschap van andere schepen uit Orkneyeilanden. Bedreigd door de vloot van Harold, voer Tostig naar het noorden waar hij raids uitvoerde in East Anglia en Lincolnshire. Hij werd echter door de broers Edwin van Mercië en Morcar van Northumbrië terug naar zijn schepen gedreven. In de steek gelaten door de meeste van zijn volgelingen, trok hij nu naar Schotland, waar hij het midden van het jaar doorbracht met het werven van verse troepen. Koning Harald III van Noorwegen viel Noord-Engeland in begin september binnen. Hij leidde een vloot van meer dan 300 schepen met daarop misschien wel 15.000 man. Haralds leger werd verder versterkt door de troepen van Tostig, die nu de claim van de Noorse koning op de Engelse troon ondersteunde. Optrekkend naar York, bezetten de Noren deze stad na het verslaan op 20 september van het noordelijke Engelse leger onder Edwin en Morcar in de Slag bij Fulford.

## Aanloop
Op 28 september 1066 landde Willem de Veroveraar zonder tegenstand bij Pevensey met mogelijk 500 tot 776 schepen volgeladen met manschappen, materieel en paarden. Daarmee wilde hij zijn rechten op de Engelse troon doen gelden.
De Angelsaksische koning Harold had op 25 september het Vikingleger van koning Harald Hardråde vernietigd in de Slag bij Stamford Bridge in Yorkshire. Toen Harold het nieuws van Willems landing vernam, haastte hij zich naar het zuiden, onderweg zo veel mogelijk manschappen verzamelend. Hij nam op 13 oktober positie in op Senlac Hill, ongeveer tien kilometer van Hastings.
Het Engelse leger bestond vrijwel geheel uit infanteristen die zojuist de Vikingen hadden teruggeslagen en daarna twee geforceerde marsen hadden volbracht. Harold had ongeveer 7.000 man tegenover Willems 10.000 man. Harolds voetvolk en boeren hadden nauwelijks beschermende middelen als harnassen voorhanden en hun wapens waren vaak geïmproviseerd.

## Begin van de slag
Willem de Veroveraar verscheen op het slagveld in de ochtend van 14 oktober. Zijn leger bestond uit Normandische leenmannen, baronnen, ridders en avonturiers. Naast Normandiërs waren ook Fransen, Bretons en Vlamingen op het slagveld aanwezig. Willems leger was veel sterker en beter uitgerust dan de Angelsaksen. Niettemin was het een uitputtende slag, met wisselend succes.

## Merkwaardig incident
Voor de strijd begon, gebeurde er iets merkwaardigs. Ivo Taillefer, de minstreel van Willem de Veroveraar, reed op zijn paard naar de open plek tussen de twee legers en begon met zijn zwaard en lans kunstjes te maken. Hij gooide zijn speer tweemaal in de lucht en ving hem op bij de punt. Daarna galoppeerde plots zijn paard naar voren, recht in de voorste gelederen van de Angelsaksen. Taillefer hakte met zijn zwaard op hen in. De Engelsen schoten zijn paard neer en Taillefer kreeg een speer in de borst. Hij was de eerste Normandische dode die dag. Vervolgens schoten de Vlaamse en Franse boogschutters een langdurige pijlenregen af op de Angelsaksen. Maar weinig van hen werden dodelijk getroffen, omdat vele pijlen bleven steken in een dak van schilden.

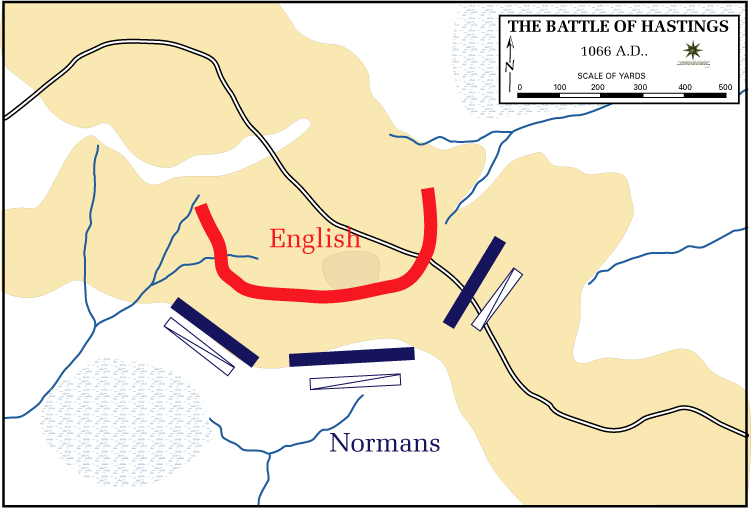
Plattegrond van de Slag bij Hastings

## Aanvankelijk verloop
De Angelsaksen hielden goed stand onder de hevige beschieting van Willems boogschutters in diens eerste linie. Een aanval van de geharnaste Normandische infanterie, de tweede linie, slaagde er evenmin in om de niet-geharnaste Angelsaksen te verdrijven. Zelfs een charge van de Normandische cavalerie verbrak de Engelse verdediging niet. De zware Deense bijl, het zwaarste wapen van de Angelsaksen, werd vooral gehanteerd door de Housecarls, een gevreesd en uitgelezen korps in vaste dienst van de Engelse koning. Zij hadden maliënkolders aan tot kniehoogte. Hun bijlen doorkliefden elk houten schild. Ze richtten een ware slachting aan onder het Normandische voetvolk en volgens het tapijt van Bayeux kon ook een ruiter te paard met een goede slag neergehaald worden. Ook de Thengs, de geharnaste Angelsaksische cavalerie, bleken geduchte tegenstanders. De aanvallende Normandiërs moesten ook nog tegen de helling van Senlac Hill oplopen en weer aflopen, wat zeer vermoeiend was.

## Verder verloop van de slag
Op een gegeven moment dachten de Normandiërs dat hun hertog gesneuveld was en de strijd verloren. Maar de hertog duwde zijn helm naar achteren, waardoor hij zijn gezicht liet zien en riep; "Kijk, ik ben er nog. Ik ben nog in leven en met Gods hulp zal ik overwinnen!" De Normandiërs veinsden alsof ze van de helling wegvluchtten, achtervolgd door de Angelsaksen, die eindelijk in beweging kwamen en hun stellingen verlieten. Maar Normandische ridders wierpen zich op de Angelsaksische infanteristen die net de achtervolging van de Bretons hadden ingezet. Ze doodden velen van hen, maar de Engelse linies stonden nog op de heuvel.
De slag duurde de hele middag. Willem herhaalde de succesvol gebleken geveinsde vlucht van de Bretons en lokte zodoende nog een paar maal Angelsaksische soldaten uit de linies. Deze ongetrainde milities trapten er telkens weer in en velen sneuvelden. Maar de Housecarls stonden nog pal achter een muur van schilden, vol met afgeweerde pijlen en speren.
De herhaalde succesvolle Normandische manoeuvres werden de Angelsaksen uiteindelijk fataal. Ze konden niet eeuwig op de heuvel blijven staan in verdedigende stelling. Daarom achtervolgden ze de Normandiërs en dit werd voor de Angelsaksen het einde. Het modderachtige terrein, met vele doornstruiken, raakte bezaaid met lijken, gewonden, kadavers van paarden, allerhande materieel, waarin de bewegingsvrijheid voor de strijdende partijen miniem was.

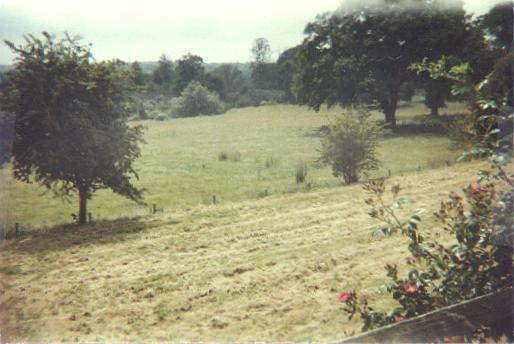
Uitzicht op het slagveld vanaf Battle Abbey (foto 2002)

## Dood van Harold
Toen koning Harold dodelijk gewond raakte (waarschijnlijk door een pijl in het rechteroog), vielen de Angelsaksen terug en konden de Normandische ridders doorzetten. Harold zat nog op zijn paard en leed gruwelijk. Normandische edelen omsingelden hem en doodden hem met hun zwaarden. De genadeslag werd toegebracht door Eustachius van Bone. Slechts een klein deel van de verdedigers wist het bos te bereiken en te ontkomen.
Zo kon Willem, na een zwaarbevochten overwinning, aan zijn definitieve verovering beginnen. De hertog van Normandië liet zijn kamp op de Senlac Hill opslaan, daar waar koning Harold gevallen was en onherkenbaar tussen de vele doden lag.
De oude baron Walter Giffard raadde Willem aan de nacht niet op het slagveld door te brengen. Onder de gevallen Engelsen was er misschien één die nog de kracht vond hem te overvallen en te doden. Willem wimpelde de goed bedoelde raadgeving vriendelijk af en sliep die nacht in zijn legertent op de heuveltop.

## Na de slag
Op zondagmorgen 15 oktober kwamen twee kloosterlingen, Osegod en Airic, om het lichaam van Harold te zoeken. Ze boden Willem het gewicht van het lijk in goud, en vroegen Willem genade te tonen voor de oude koningin-moeder Gytha Thorkelsdóttir, die in 19 dagen vier zonen had verloren. Dat waren Harold II van Engeland, Tostig Godwinson, Gyrth en Leofwine. De laatste twee sneuvelden met hun koning-broer op de Senlac Hill.
Willem weigerde hooghartig het goud maar liet de monniken hun gang gaan. Ze zochten vruchteloos, en gingen het verminkte lichaam van hun koning voorbij zonder het te herkennen. Korte tijd later zagen de Normandische ridders een jonge vrouw in een zwarte kapmantel als een schim over het slagveld gaan. Het was Harolds vrouw Edith Zwanehals. Zij vond het koninklijk lijk. Harold had 13 wonden opgelopen en was onherkenbaar, behalve voor zijn vrouw.
De koning mocht niet in de gewijde grond van de abdij van Waltham begraven worden, meende Willem de Veroveraar. De koning, die 9 maanden en 9 dagen over Engeland had geregeerd, werd door ridder Willem Malet naar Hastings gebracht. Harold werd in een wade van paars linnen gewikkeld en onder een steen begraven, hoog boven de witte klippen.
Op bevel van paus Alexander II bouwde Willem de Veroveraar een klooster, Battle Abbey, op het slagveld. Volgens de overlevering staat het altaar van de kerk van Battle Abbey exact op de plaats waar koning Harold viel. Het stadje Battle ontwikkelde zich rond het klooster.
Het tapijt van Bayeux is een omvangrijk borduurwerk waarop (in de vorm van een vroeg soort stripverhaal) de gebeurtenissen voorafgaand aan de strijd en de gebeurtenissen tijdens de slag worden uitgebeeld.

## Beoordeling in de geschiedenis
De 19e-eeuwse Britse historicus Edward Creasy rekende de Normandische overwinning onder zijn vijftien meest beslissende veldslagen in de wereld.

## Voetnoten
1. ↑  Bates, 'Normandy Before 1066, blz. 8-10
2. 1 2  Crouch Normans, blz. 15-16
3. ↑  De Vikingen werden in de regio bekend als "Noordmannen" vanwaaruit de woorden "Normandië" en "Noormannen" zijn afgeleid.
4. ↑  Bates Normandy Before 1066, blz. 12
5. ↑  Bates, Normandy Before 1066 , blz. 20-21
6. ↑  Hallam en Everard, Capetian France, blz. 53
7. ↑  Williams, Æthelred the Unready, blz. 54
8. ↑  Huscroft, Ruling England, blz. 3
9. ↑  Stafford, Unification and Conquest, blz. 86-99
10. ↑  Fryde et alia, Handbook of British Chronology, blz. 29
11. ↑  Er bestaat in de oorspronkelijke bronnen een lichte verwarring over de exacte datum; het was waarschijnlijk 5 januari, een paar bronnen uit die tijd geven echter 4 januari als overlijdensdatum.
12. ↑  Barlow, 'Edward the Confessor, blz. 250 en voetnoot 1
13. ↑  Higham, 'Death of Anglo-Saxon England, blz. 167-181
14. ↑  Bates, William the Conqueror, blz. 73-77
15. ↑  Higham, Death of Anglo-Saxon England, blz. 188-190
16. ↑  Huscroft, Ruling Engeland, blz. 12-14
17. ↑  Andere kanshebbers kwamen later in actie. De eerste was Edgar Ætheling, een achterneef van Edward de Belijder en van vaderskant een afstammeling van koning Edmund Ironside. Hij was de zoon van Edward de Banneling, zoon van Edmund Ironside, en werd geboren in Hongarije, waar zijn vader naartoe was gevlucht na de verovering van Engeland door Knoet de Grote. Na zijn families uiteindelijke terugkeer naar Engeland en de dood van zijn vader in 1057, had Edgar veruit de sterkste erfelijke aanspraak op de troon, maar hij was op het moment van overlijden van de Edward de Belijder niet ouder dan dertien of veertien jaar en was niet in het bezit van een uitgebreide familie die hem kon steunen. Zijn claim op de troon werd door de Witan terzijde geschoven. Een andere kanshebber was Sven II van Denemarken, die als kleinzoon van Sven Gaffelbaard en neef van Knoet de Grote, aanspraak op de troon kon maken. Hij kon zijn aanspraken op de toon echter pas in 1069 doen gelden. Tostig Godwinsons aanvallen in het begin van 1066 kunnen het begin van een poging zijn geweest om de troon te bemachtigen, maar na een nederlaag tegen de broers Edwin van Mercië en Morcar van Northumbria en de desertie van de meeste van zijn volgelingen, verbond hij zich met Harald Hardrada.
18. ↑  Walker, Harold, blz. 144-145
19. ↑  Walker, Harold, blz. 154-158
20. ↑  DE BENDE - Joseph Pearce over The Battle of Hastings - 16/04/2014 VRT Radio 1